# Tiora moreana
Tiora moreana är en fjärilsart som beskrevs av Tutt 1909. Tiora moreana ingår i släktet Tiora och familjen juvelvingar. Inga underarter finns listade i Catalogue of Life.